# Mykola Cegel'skij
Mykola Cegel'skij (in ucraino Мико́ла Сава Йосафат Теодорович Цеге́льський?) (Oblast' di Ternopil', 17 dicembre 1896 – Zubovo-Poljanskij rajon, 7 febbraio 1957) è stato un presbitero ucraino della Chiesa greco-cattolica ucraina, vittima della persecuzione dei cristiani in URSS, prigioniero del Gulag. Papa Giovanni Paolo II lo dichiarò martire e lo proclamò beato nel 2001.

## Biografia
Nacque nella famiglia di un sacerdote greco-cattolico. Frequentò la facoltà teologica dell'Università di Leopoli, che conclude nel 1923. Il 4 maggio 1925 viene ordinato sacerdote da metropolita Andrej Szeptycki. In parrocchia organizza diverse fraternità, fra le quali l'Apostolato della preghiera, la Fraternità del Santissimo Sacramento, la Fraternità della Sobrietà (per combattere l'alcoolismo) e l'Azione cattolica. Nel 1938 viene nominato decano. Alla fine della Seconda Guerra Mondiale iniziano le repressioni contro la Chiesa greco-cattolica ucraina. Il Sacerdote viene arrestato il 28 ottobre 1946, condannato dalla Corte marziale a 10 anni di Gulag. La famiglia, moglie e quattro figli, è condannata al «confino perpetuo» nella zona del Lago Bajkal.
Viene beatificato il 27 giugno 2001 in occasione della visita di papa Giovanni Paolo II in Ucraina.

## Fonti
- (EN) Biographies of twenty five Greek-Catholic Servants of God, su vatican.va.